# Paratanytarsus kathleenae
Paratanytarsus kathleenae är en tvåvingeart som beskrevs av C. John M. Glover 1973. Paratanytarsus kathleenae ingår i släktet Paratanytarsus och familjen fjädermyggor. Inga underarter finns listade i Catalogue of Life.